# Oblężenie Royan
Oblężenie Royan – oblężenie prowadzone w 1622 r. przez młodego króla Francji, Ludwika XIII, przeciwko jednemu z bastionów ruchu Hugenockiego. Zostało ono poprzedzone przez oblężenie Montauban, zakończone klęską wojsk królewskich. Oblężenie rozpoczęło się w maju 1622 r. i trwało jedynie sześć dni, mimo pomocy ze strony La Rochelle.